# Listă de aeroporturi după codul ICAO: P
Mai jos este lista de aeroporturi al căror cod ICAO începe cu litera P.
Această listă este generată cu date din Wikidata și este actualizată periodic de un robot.
 Editările făcute în listă vor fi șterse la următoarea actualizare!
| Imagine | Cod ICAO  | Articol                                        |
| ------- | --------- | ---------------------------------------------- |
|         | PHKP      | Aeroportul Kaanapali                           |
|         | PAVE      | Aeroportul Venetie                             |
|         | PASV      | Aeroportul Sparrevohn LRRS                     |
|         | PACE      | Aeroportul Central                             |
|         | PFSH      | Aeroportul Shaktoolik                          |
|         | PFCL      | Aeroportul Clarks Point                        |
|         | PAOU      | Aeroportul Nelson Lagoon                       |
|         | PANT      | Aeroportul Annette Island                      |
|         | PACI      | Aeroportul Chalkyitsik                         |
|         | PAMB      | Aeroportul Manokotak                           |
|         | PHNL      | Aeroportul Internațional Honolulu              |
|         | PHNY      | Aeroportul Lanai                               |
|         | PHHN      | Aeroportul Hana                                |
|         | PABT      | Aeroportul Bettles                             |
|         | PAMH      | Aeroportul Minchumina                          |
|         | PAMO      | Aeroportul Mountain Village                    |
|         | PAPH      | Aeroportul Port Heiden                         |
|         | PHJR      | Aeroportul Kalaeloa                            |
|         | PHPA      | Aeroportul Port Allen                          |
|         | PAYA      | Aeroportul Yakutat                             |
|         | PATA      | Aeroportul Ralph M. Calhoun Memorial           |
|         | PASK      | Aeroportul Selawik                             |
|         | PFEL      | Aeroportul Elim                                |
|         | PASA      | Aeroportul Savoonga                            |
|         | PASC      | Aeroportul Deadhorse                           |
|         | PATE      | Aeroportul Teller                              |
|         | PAJN      | Aeroportul Juneau                              |
|         | PGWT      | Aeroportul Internațional Tinian                |
|         | PANA      | Aeroportul Napakiak                            |
|         | PANC      | Aeroportul Internațional Ted Stevens Anchorage |
|         | PANU      | Aeroportul Nulato                              |
|         | PAML      | Aeroportul Manley Hot Springs                  |
|         | PANW      | Aeroportul New Stuyahok                        |
|         | PANO      | Aeroportul Nondalton                           |
|         | PACS      | Aeroportul Cape Sarichef                       |
|         | PALB      | Aeroportul Larsen Bay                          |
|         | PGSN      | Aeroportul Internațional Saipan                |
|         | PABA      | Aeroportul Barter Island LRRS                  |
|         | PGRO      | Aeroportul Internațional Rota                  |
|         | PASX      | Aeroportul Soldotna                            |
|         | PGUM      | Aeroportul Internațional Antonio B. Won Pat    |
|         | PASN      | Aeroportul St. Paul Island                     |
|         | PAWI      | Aeroportul Wainwright                          |
|         | PHLI      | Aeroportul Lihue                               |
|         | PAFA      | Aeroportul Internațional Fairbanks             |
|         | PHTO      | Aeroportul Internațional Hilo                  |
|         | PASM      | Aeroportul St. Mary's                          |
|         | PHOG      | Aeroportul Kahului                             |
|         | PAWS      | Aeroportul Wasilla                             |
|         | PFNO      | Aeroportul Robert (Bob) Curtis Memorial        |
|         | PAUT      | Aeroportul Akutan                              |
|         | PHLU      | Aeroportul Kalaupapa                           |
|         | PTRO      | Aeroportul Internațional Roman Tmetuchl        |
|         | PTYA      | Aeroportul Internațional Yap                   |
|         | PACJ      | Aeroportul Crooked Creek                       |
|         | PADL      | Aeroportul Dillingham                          |
|         | PTKK      | Aeroportul Internațional Chuuk                 |
|         | PARS      | Aeroportul Russian Mission                     |
|         | PLCH      | Aeroportul Internațional Cassidy               |
|         | PACR      | Aeroportul Circle City                         |
|         | PABL      | Aeroportul Buckland                            |
|         | PFKK      | Aeroportul Kokhanok                            |
|         | PAWB      | Aeroportul Beaver                              |
|         | PFWS      | Aeroportul South Naknek                        |
|         | PALR      | Aeroportul Chandalar Lake                      |
|         | PADU      | Aeroportul Unalaska                            |
|         | PAKD      | Aeroportul Municipal Kodiak                    |
|         | PAKT      | Aeroportul Ketchikan                           |
|         | PAUK      | Aeroportul Alakanuk                            |
|         | PAKP      | Aeroportul Anaktuvuk Pass                      |
|         | PACD      | Aeroportul Cold Bay                            |
|         | PAUN      | Aeroportul Unalakleet                          |
|         | PABE      | Aeroportul Bethel                              |
|         | PAGH      | Aeroportul Shungnak                            |
|         | PABG      | Aeroportul Beluga                              |
|         | PACX      | Aeroportul Coldfoot                            |
|         | PADE      | Aeroportul Deering                             |
|         | PAHO      | Aeroportul Homer                               |
|         | PAPE      | Aeroportul Perryville                          |
|         | PANV      | Aeroportul Anvik                               |
|         | PFKO      | Aeroportul Kotlik                              |
|         | PAAK      | Aeroportul Atka                                |
|         | PABR      | Aeroportul Wiley Post–Will Rogers Memorial     |
|         | PAEM      | Aeroportul Emmonak                             |
|         | PAFM      | Aeroportul Ambler                              |
|         | PAKF      | Aeroportul False Pass                          |
|         | PAOT      | Aeroportul Ralph Wien Memorial                 |
|         | PAPG      | Aeroportul Petersburg James A. Johnson         |
|         | PASH      | Aeroportul Shishmaref                          |
|         | PAVD      | Aeroportul Valdez                              |
|         | PAKU      | Aeroportul Ugnu-Kuparuk                        |
|         | PALG      | Aeroportul Kalskag                             |
|         | PAMC      | Aeroportul McGrath                             |
|         | PHJH      | Aeroportul Kapalua                             |
|         | PACZ      | Aeroportul Cape Romanzof LRRS                  |
|         | PAEH      | Aeroportul Cape Newenham LRRS                  |
|         | PALU      | Aeroportul Cape Lisburne                       |
|         | PCIS      | Aeroportul Canton Island                       |
|         | PAGB      | Aeroportul Galbraith Lake                      |
|         | PAGM      | Aeroportul Gambell                             |
|         | PAOB      | Aeroportul Kobuk                               |
|         | PASW      | Aeroportul Skwentna                            |
|         | PAGA      | Aeroportul Edward G. Pitka Sr.                 |
|         | PAAL      | Aeroportul Port Moller                         |
|         | PANI      | Aeroportul Aniak                               |
|         | PADG      | Aeroportul Red Dog                             |
|         | PKMJ      | Aeroportul Internațional Marshall Islands      |
|         | PAEN      | Aeroportul Municipal Kenai                     |
|         | PAIN      | Aeroportul McKinley National Park              |
|         | PHKO      | Aeroportul Internațional Kona                  |
|         | PATJ      | Aeroportul Tok                                 |
|         | PADQ      | Aeroportul Kodiak                              |
|         | PPIT      | Aeroportul Nunapitchuk                         |
|         | PAVA      | Aeroportul Chevak                              |
|         | PACK      | Aeroportul Chefornak                           |
|         | PAJC      | Aeroportul Chignik                             |
|         | PFCB      | Aeroportul Chenega Bay                         |
|         | PAKA      | Aeroportul Tatitlek                            |
|         | PATQ      | Aeroportul Atqasuk Edward Burnell Sr. Memorial |
|         | PTSA      | Aeroportul Internațional Kosrae                |
|         | PAHN      | Aeroportul Haines                              |
|         | PFZK      | Aeroportul Akiachak                            |
|         | PFAK      | Aeroportul Akiak                               |
|         | PFAL      | Aeroportul Allakaket                           |
|         | PARC      | Aeroportul Arctic Village                      |
|         | PAKH      | Aeroportul Akhiok                              |
|         | PAWG      | Aeroportul Wrangell                            |
|         | PAGK      | Aeroportul Gulkana                             |
|         | PAOM      | Aeroportul Nome                                |
|         | PAGX      | Aeroportul Grayling                            |
|         | PAOO      | Aeroportul Toksook Bay                         |
|         | PATC      | Aeroportul Tin City LRRS                       |
|         | PATG      | Aeroportul Togiak                              |
|         | PAWM      | Aeroportul White Mountain                      |
|         | POKA      | Aeroportul Tununak                             |
|         | PAIW      | Aeroportul Wales                               |
|         | PFYU      | Aeroportul Fort Yukon                          |
|         | PAHX      | Aeroportul Shageluk                            |
|         | PAII      | Aeroportul Egegik                              |
|         | PADK      | Aeroportul Adak                                |
|         | PAIM      | Aeroportul Indian Mountain LRRS                |
|         | PAQT      | Aeroportul Nuiqsut                             |
|         | PAGS      | Aeroportul Gustavus                            |
|         | PAKK      | Aeroportul Koyuk Alfred Adams                  |
|         | PAKV      | Aeroportul Kaltag                              |
|         | PAGG      | Aeroportul Kwigillingok                        |
|         | PFKA      | Aeroportul Kasigluk                            |
|         | PAKI      | Aeroportul Kipnuk                              |
|         | PAVC      | Aeroportul King Cove                           |
|         | PAVL      | Aeroportul Kivalina                            |
|         | PAJZ      | Aeroportul Koliganek                           |
|         | PAQH      | Aeroportul Quinhagak                           |
|         | PFKW      | Aeroportul Kwethluk                            |
|         | PAUM      | Aeroportul Umiat                               |
|         | PODC      | Aeroportul Dahl Creek                          |
|         | PPCT      | Aeroportul Takotna                             |
|         | PASI      | Aeroportul Sitka Rocky Gutierrez               |
|         | PACY      | Aeroportul Yakataga                            |
|         | PASO      | Aeroportul Seldovia                            |
|         | PAIK      | Aeroportul Bob Baker Memorial                  |
|         | PAPO      | Aeroportul Point Hope                          |
|         | PACH      | Aeroportul Chuathbaluk                         |
|         | PATL      | Aeroportul Tatalina LRRS                       |
|         | PAIG      | Aeroportul Igiugig                             |
|         | PAIL      | Aeroportul Iliamna                             |
|         | PFKU      | Aeroportul Koyukuk                             |
|         | PADY      | Aeroportul Kongiganak                          |
|         | PANN      | Aeroportul Municipal Nenana                    |
|         | PAKW      | Aeroportul Klawock                             |
|         | PAGT      | Aeroportul Nightmute                           |
|         | PAWN      | Aeroportul Noatak                              |
|         | PAEW      | Aeroportul Newtok                              |
|         | PPIZ      | Aeroportul Point Lay LRRS                      |
|         | PAPR      | Aeroportul Prospect Creek                      |
|         | PKMA      | Aeroportul Enewetak                            |
|         | PFMP      | Aeroportul Rampart                             |
|         | PASD      | Aeroportul Sand Point                          |
|         | PAMK      | Aeroportul St. Michael                         |
|         | PAPB      | Aeroportul St. George                          |
|         | PACM      | Aeroportul Scammon Bay                         |
|         | PAGY      | Aeroportul Skagway                             |
|         | PASL      | Aeroportul Sleetmute                           |
|         | PFSV      | Aeroportul Stevens Village                     |
|         | PALT      | Aeroportul Tuluksak                            |
|         | PFKT      | Aeroportul Brevig Mission                      |
|         | PAWD      | Aeroportul Seward                              |
|         | PAKL      | Aeroportul Kulik Lake                          |
|         | PADM      | Aeroportul Marshall Don Hunter Sr.             |
|         | PAMY      | Aeroportul Mekoryuk                            |
|         | PTPN      | Aeroportul Internațional Pohnpei               |
|         | PAMX      | Aeroportul McCarthy                            |
|         | PACV      | Aeroportul Merle K. (Mudhole) Smith            |
|         | PAHP      | Aeroportul Hooper Bay                          |
|         | PAHC      | Aeroportul Holy Cross                          |
|         | PAHU      | Aeroportul Hughes                              |
|         | PAOH      | Aeroportul Hoonah                              |
|         | PAMD      | Aeroportul Middleton Island                    |
|         | PAPK      | Aeroportul Napaskiak                           |
|         | PHMK      | Aeroportul Molokai                             |
|         | PAGQ      | Aeroportul Big Lake                            |
|         | PFTO      | Aeroportul Tok Junction                        |
|         | PAFS      | Aeroportul Nikolai                             |
|         | PHUP      | Aeroportul Upolu                               |
|         | PAUO      | Aeroportul Willow                              |
|         | PAPN      | Aeroportul Pilot Point                         |
|         | PALJ      | Aeroportul Port Alsworth                       |
|         | PAOC KPCA | Aeroportul Portage Creek                       |
|         | PAAQ      | Aeroportul Municipal Palmer                    |
|         | PAGL      | Aeroportul Golovin                             |
|         | PAKN      | Aeroportul King Salmon                         |
|         | PATK      | Aeroportul Talkeetna                           |
|         | PAPM      | Aeroportul Platinum                            |
|         | PAKY      | Aeroportul Karluk                              |
|         | PAEE      | Aeroportul Eek                                 |
|         | PHMU      | Aeroportul Waimea-Kohala                       |